# Amfifiel

Fosfolipiden vertonen amfifiele eigenschappen

Een amfifiele of amfipatische verbinding bevat zowel hydrofobe als hydrofiele eigenschappen. Algemene amfifiele stoffen zijn zeep, detergenten en lipoproteïnen.
Een hydrofobe groep is waterafstotend. Een lange koolwaterstofketen, met de formule CH3(CH2)n (met n tussen de 4 en 16) is hydrofoob. Een hydrofobe groep heeft het karakter van een apolaire verbinding.
Een hydrofiele groep heeft een polair karakter en trekt daardoor water aan. Hydrofiele groepen zijn: 
- Anionen, bijvoorbeeld:
  - vetzuren: RCO2− Na+
  - sulfaten: RSO4− Na+
  - sulfonaten: RSO3− Na+
- Kationen (Amfifiele verbindingen met kationen zijn meestal niet biologisch afbreekbaar)
- amfotere moleculen
- Niet-ionogene verbindingen (bijvoorbeeld een polymeer met polaire groepen)
- Blok copolymeren

## Voorbeelden
- Tensiden: worden als zeep gebruikt
- Emulgatoren: worden in levensmiddelen gebruikt; bijvoorbeeld lecithine
- Fosfolipide: een hoofdbestanddeel van celmembranen
- Amfipatische helices: voor de verankering van proteïnen in een fosfolipidenmembraan
- Niet-ionische amfifilie, zoals in PTS (polyoxyethanyl α-tocopheryl sebacaat), dat als hulpmiddel voor het oplossen van organische moleculen in water gebruikt wordt.